# Blackawton
Blackawton är en by och en civil parish i South Hams i Devon i England. Orten har 739 invånare (2011). Byn nämndes i Domedagsboken (Domesday Book) år 1086, och kallades då Avetone/Avetona.